# Crotalaria emarginella
Crotalaria emarginella là một loài thực vật có hoa trong họ Đậu. Loài này được Vatke miêu tả khoa học đầu tiên.